# Stáj
Stáj település Csehországban, a Jihlavai járásban. Stáj Zhoř, Dobroutov, Arnolec, Polná, Rudolec és Bohdalov településekkel határos. Lakosainak száma 190 fő (2024. január 1.).

## Népesség
A település lakosságának változását az alábbi diagram mutatja:
| Lakosok száma | 273  | 304  | 287  | 206  | 174  | 184  | 170  | 168  | 183  | 190  |
|               | 1869 | 1890 | 1921 | 1950 | 1980 | 2001 | 2017 | 2019 | 2022 | 2024 |